# ماري غان
ماري غان (بالإنجليزية: Mary Davidson Gunn)‏ هي أمينة مكتبة جنوب أفريقية، ولدت في 15 مارس 1899 في Kirriemuir ‏ في المملكة المتحدة، وتوفيت في 31 أغسطس 1989 في بريتوريا في جنوب أفريقيا.